# Concacaf Gold Cup
Concacaf Gold Cup är en fotbollsturnering för herrlandslag som är medlemmar av Concacaf. Turneringen spelas vartannat år.

## Historik
Mellan 1941 och 1961 spelades CCCF-mästerskapet för landslag i Centralamerika och Karibien, som 1963 blev Concacaf-mästerskapet. Mellan 1963 och 1971 spelades det egentliga mästerskapet för landslagen i Concacaf. Mellan 1977 och 1989 spelades turneringen samtidigt med slutomgången(ar) av VM-kvalet. Sedan 1991 spelas Concacaf Gold Cup där Copa Centroamericana och Karibiska mästerskapet spelar egna kval. Lagen i Nordamerika är direktkvalificerade och sedan 1996 bjuder man in lag från Conmebol alternativt AFC.

## Resultat

### CCCF-mästerskapet
| År   | Värdnation              | Vinnare     | Tvåa                    | Trea       | Fyra                |
| ---- | ----------------------- | ----------- | ----------------------- | ---------- | ------------------- |
| 1941 | Costa Rica              | Costa Rica  | El Salvador             | Curaçao    | Panama              |
| 1944 | El Salvador             | El Salvador | Guatemala               | Costa Rica | Nicaragua           |
| 1946 | Costa Rica              | Costa Rica  | Guatemala               | Honduras   | El Salvador         |
| 1948 | Guatemala               | Costa Rica  | Guatemala               | Panama     | Curaçao             |
| 1951 | Panama                  | Panama      | Costa Rica              | Nicaragua  | —                   |
| 1953 | Costa Rica              | Costa Rica  | Honduras                | Guatemala  | Curaçao             |
| 1955 | Honduras                | Costa Rica  | Curaçao                 | Honduras   | El Salvador         |
| 1957 | Nederländska Antillerna | Haiti       | Curaçao                 | Honduras   | Panama              |
| 1960 | Kuba                    | Costa Rica  | Nederländska Antillerna | Honduras   | Nederländska Guyana |
| 1961 | Costa Rica              | Costa Rica  | El Salvador             | Honduras   | Haiti               |

### Concacaf-mästerskapet
| År   | Värdnation              | Vinnare    | Tvåa                | Trea                    | Fyra                |
| ---- | ----------------------- | ---------- | ------------------- | ----------------------- | ------------------- |
| 1963 | El Salvador             | Costa Rica | El Salvador         | Nederländska Antillerna | Honduras            |
| 1965 | Guatemala               | Mexiko     | Guatemala           | Costa Rica              | El Salvador         |
| 1967 | Honduras                | Guatemala  | Mexiko              | Honduras                | Trinidad och Tobago |
| 1969 | Costa Rica              | Costa Rica | Guatemala           | Nederländska Antillerna | Mexiko              |
| 1971 | Trinidad och Tobago     | Mexiko     | Haiti               | Costa Rica              | Kuba                |
| 1973 | Haiti                   | Haiti      | Trinidad och Tobago | Mexiko                  | Honduras            |
| 1977 | Mexiko                  | Mexiko     | Haiti               | El Salvador             | Kanada              |
| 1981 | Honduras                | Honduras   | El Salvador         | Mexiko                  | Kanada              |
| 1985 | Hemma- och bortamatcher | Kanada     | Honduras            | Costa Rica              | El Salvador         |
| 1989 | Hemma- och bortamatcher | Costa Rica | USA                 | Trinidad och Tobago     | Guatemala           |

### Concacaf Gold Cup
| År   | Värdnation                        | Final   | Final              | Final      | Match om tredjepris        | Match om tredjepris                | Match om tredjepris                |
| År   | Värdnation                        | Vinnare | Resultat           | Tvåa       | Trea                       | Resultat                           | Fyra                               |
| ---- | --------------------------------- | ------- | ------------------ | ---------- | -------------------------- | ---------------------------------- | ---------------------------------- |
| 1991 | USA                               | USA     | 0 – 0 (4 – 3 str.) | Honduras   | Mexiko                     | 2 – 0                              | Costa Rica                         |
| 1993 | Mexiko USA                        | Mexiko  | 4 – 0              | USA        | Costa Rica · Jamaica       | Match om tredjepris slutade 1 – 1. | Match om tredjepris slutade 1 – 1. |
| 1996 | USA                               | Mexiko  | 2 – 0              | Brasilien  | USA                        | 3 – 0                              | Guatemala                          |
| 1998 | USA                               | Mexiko  | 1 – 0              | USA        | Brasilien                  | 1 – 0                              | Jamaica                            |
| 2000 | USA                               | Kanada  | 2 – 0              | Colombia   | Peru · Trinidad och Tobago | Match om tredjepris spelades ej.   | Match om tredjepris spelades ej.   |
| 2002 | USA                               | USA     | 2 – 0              | Costa Rica | Kanada                     | 2 – 1                              | Sydkorea                           |
| 2003 | 2 nationer Mexiko USA             | Mexiko  | 1 – 0              | Brasilien  | USA                        | 3 – 2                              | Costa Rica                         |
| 2005 | USA                               | USA     | 0 – 0 (3 – 1 str.) | Panama     | Colombia · Honduras        | Match om tredjepris spelades ej.   | Match om tredjepris spelades ej.   |
| 2007 | USA                               | USA     | 2 – 1              | Mexiko     | Guadeloupe · Kanada        | Match om tredjepris spelades ej.   | Match om tredjepris spelades ej.   |
| 2009 | USA                               | Mexiko  | 5 – 0              | USA        | Costa Rica · Honduras      | Match om tredjepris spelades ej.   | Match om tredjepris spelades ej.   |
| 2011 | USA                               | Mexiko  | 4 – 2              | USA        | Honduras · Panama          | Match om tredjepris spelades ej.   | Match om tredjepris spelades ej.   |
| 2013 | USA                               | USA     | 1 – 0              | Panama     | Honduras · Mexiko          | Match om tredjepris spelades ej.   | Match om tredjepris spelades ej.   |
| 2015 | Kanada USA                        | Mexiko  | 3 – 1              | Jamaica    | Panama                     | 1 – 1 (3 – 2 str.)                 | USA                                |
| 2017 | USA                               | USA     | 2 – 1              | Jamaica    | Costa Rica · Mexiko        | Match om tredjepris spelades ej.   | Match om tredjepris spelades ej.   |
| 2019 | 3 nationer Costa Rica Jamaica USA | Mexiko  | 1 – 0              | USA        | Haiti · Jamaica            | Match om tredjepris spelades ej.   | Match om tredjepris spelades ej.   |
| 2021 | USA                               | USA     | 1 – 0 (e.f.)       | Mexiko     | Kanada · Qatar             | Match om tredjepris spelades ej.   | Match om tredjepris spelades ej.   |
| 2023 | Kanada USA                        | Mexiko  | 1 – 0              | Panama     | Jamaica · USA              | Match om tredjepris spelades ej.   | Match om tredjepris spelades ej.   |
| 2025 | Kanada USA                        | Mexiko  | 2 – 1              | USA        | Guatemala · Honduras       | Match om tredjepris spelades ej.   | Match om tredjepris spelades ej.   |

## Mesta Concacaf-mästare
Inkluderar perioden innan Concacaf Gold Cup.
| Vinster   | Nation      | År(tal)                                                                      |
| --------- | ----------- | ---------------------------------------------------------------------------- |
| 13 segrar | Mexiko      | 1965, 1971, 1977, 1993, 1996, 1998, 2003, 2009, 2011, 2015, 2019, 2023, 2025 |
| 11 segrar | Costa Rica  | 1941, 1946, 1948, 1953, 1955, 1960, 1961, 1963, 1969, 1989                   |
| 7 segrar  | USA         | 1989, 2002, 2005, 2007, 2013, 2017, 2021                                     |
| 2 segrar  | Kanada      | 1985, 2000                                                                   |
| 2 segrar  | Haiti       | 1957, 1973                                                                   |
| 1 seger   | Honduras    | 1981                                                                         |
| 1 seger   | Guatemala   | 1967                                                                         |
| 1 seger   | Panama      | 1951                                                                         |
| 1 seger   | El Salvador | 1943                                                                         |

## Maratontabell

### 1991–2019
| Nr | Lag (ST)                           | S  | V  | O  | F  | GM  | IM | MS   | P   |
| -- | ---------------------------------- | -- | -- | -- | -- | --- | -- | ---- | --- |
| 1  | USA (15)                           | 79 | 61 | 9  | 9  | 162 | 55 | +107 | 131 |
| 2  | Mexiko (15)                        | 73 | 53 | 11 | 9  | 171 | 45 | +126 | 117 |
| 3  | Costa Rica (14)                    | 59 | 21 | 17 | 21 | 90  | 70 | +20  | 59  |
| 4  | Kanada (14)                        | 49 | 18 | 13 | 18 | 63  | 64 | −1   | 49  |
| 5  | Honduras (14)                      | 51 | 20 | 8  | 23 | 76  | 64 | +12  | 48  |
| 6  | Jamaica (11)                       | 46 | 18 | 9  | 19 | 53  | 65 | −12  | 45  |
| 7  | Panama (9)                         | 42 | 14 | 15 | 13 | 59  | 50 | +9   | 43  |
| 8  | El Salvador (11)                   | 35 | 9  | 8  | 18 | 29  | 59 | −30  | 26  |
| 9  | Trinidad och Tobago (10)           | 30 | 7  | 8  | 15 | 39  | 55 | −16  | 22  |
| 10 | Haiti (7)                          | 24 | 8  | 5  | 11 | 23  | 32 | −9   | 21  |
| 11 | Brasilien (3)                      | 14 | 8  | 2  | 4  | 22  | 9  | +13  | 18  |
| 12 | Guatemala (10)                     | 30 | 4  | 8  | 18 | 24  | 48 | −24  | 16  |
| 13 | Colombia (3)                       | 13 | 5  | 2  | 6  | 14  | 17 | −3   | 12  |
| 14 | Martinique (6)                     | 17 | 4  | 2  | 11 | 16  | 37 | −21  | 10  |
| 15 | Guadeloupe (3)                     | 12 | 4  | 1  | 7  | 12  | 18 | −6   | 9   |
| 16 | Kuba (9)                           | 27 | 3  | 2  | 22 | 18  | 97 | −79  | 8   |
| 17 | Sydafrika (1)                      | 4  | 1  | 3  | 0  | 7   | 6  | +1   | 5   |
| 18 | Sydkorea (2)                       | 7  | 0  | 4  | 3  | 5   | 9  | −4   | 4   |
| 19 | Peru (1)                           | 4  | 1  | 1  | 2  | 7   | 7  | 0    | 3   |
| 20 | Curaçao (2)                        | 7  | 1  | 1  | 5  | 2   | 9  | −7   | 3   |
| 21 | Bermuda (1)                        | 3  | 1  | 0  | 2  | 4   | 4  | 0    | 2   |
| 22 | Ecuador (1)                        | 2  | 1  | 0  | 1  | 2   | 2  | 0    | 2   |
| 23 | Guyana (1)                         | 3  | 0  | 1  | 2  | 3   | 9  | −6   | 1   |
| 24 | Franska Guyana (1)                 | 3  | 0  | 0  | 3  | 2   | 10 | −8   | 0   |
| 25 | Saint Vincent och Grenadinerna (1) | 2  | 0  | 0  | 2  | 0   | 8  | −8   | 0   |
| 26 | Belize (1)                         | 3  | 0  | 0  | 3  | 1   | 11 | −10  | 0   |
| 27 | Nicaragua (3)                      | 9  | 0  | 0  | 9  | 1   | 23 | −22  | 0   |
| 28 | Grenada (2)                        | 6  | 0  | 0  | 6  | 1   | 25 | −24  | 0   |

## Anmärkningslista
1. 1 2 3 4 5 6  Gästnation